# Edward Osborne Wilson
Edward Osborne Wilson, ameriški biolog, * 10. junij 1929, Birmingham, Alabama, ZDA, † 26. december 2021, Massachusetts, ZDA.
Osborne je dvakratni dobitnik Pulitzerjeve nagrade. Leta 1975 je izdal pomembno delo Sociobiologija - nova sinteza.